# Liste der Staatsoberhäupter Pakistans
Die folgende Liste gibt einen Überblick über die Staatsoberhäupter Pakistans. Von der Unabhängigkeit im Jahre 1947 bis zum Inkrafttreten der republikanischen Verfassung 1956 war Pakistan eine konstitutionelle Monarchie mit dem Status eines unabhängigen Dominion. Formales Staatsoberhaupt war der britische Monarch, der durch den Generalgouverneur vertreten wurde. Seit 1956 steht der Präsident, der laut Verfassung durch ein Wahlgremium bestimmt wird, an der Spitze des Staates, der bis 1971 auch Ostpakistan umfasste. Die formal mit der Präsidentschaft verbundene Macht ist über die Jahre zusehends geringer geworden, was schließlich 1997 zum 13. Zusatz der Verfassung führte, welcher praktisch alle verbliebene Macht aufhob und das Amt fast komplett symbolisch machte. Mehrere Präsidenten Pakistans kamen allerdings durch Militärputsche zu ihrem Amt und regierten in der Folge diktatorisch. 

## Könige von Pakistan
| # | Bild          | Name          | Amtsantritt     | Amtsaustritt    |
| - | ------------- | ------------- | --------------- | --------------- |
| 1 | Georg VI.     | Georg VI.     | 14. August 1947 | 6. Februar 1952 |
| 2 | Elisabeth II. | Elisabeth II. | 6. Februar 1952 | 23. März 1956   |

## Generalgouverneure des Dominion Pakistan

Flagge des Generalgouverneurs des Dominion Pakistan (1947–1952)

Flagge des Generalgouverneurs des Dominion Pakistan (1952–1956)

| # | Bild                | Name                | Amtsantritt        | Amtsaustritt       | Partei    |
| - | ------------------- | ------------------- | ------------------ | ------------------ | --------- |
| 1 | Muhammad Ali Jinnah | Muhammad Ali Jinnah | 15. August 1947    | 11. September 1948 | PML       |
| 2 | Khawaja Nazimuddin  | Khawaja Nazimuddin  | 14. September 1948 | 17. Oktober 1951   | PML       |
| 3 | Ghulam Muhammad     | Ghulam Muhammad     | 17. Oktober 1951   | 7. Oktober 1955    | Parteilos |
| 4 | Iskander Ali Mirza  | Iskander Ali Mirza  | 7. Oktober 1955    | 23. März 1956      | RP        |

## Staatspräsidenten der Islamischen Republik Pakistan
| #    | Bild                     | Name                                 | Amtsantritt        | Amtsaustritt       | Partei          |
| ---- | ------------------------ | ------------------------------------ | ------------------ | ------------------ | --------------- |
| 1    | Iskander Ali Mirza       | Iskander Ali Mirza                   | 23. März 1956      | 27. Oktober 1958   | RP              |
| 2    | Mohammed Ayub Khan       | Mohammed Ayub Khan                   | 27. Oktober 1958   | 25. März 1969      | Militär / PML-C |
| 3    | Agha Muhammad Yahya Khan | Agha Muhammad Yahya Khan             | 25. März 1969      | 20. Dezember 1971  | Militär         |
| 4    | Zulfikar Ali Bhutto      | Zulfikar Ali Bhutto                  | 20. Dezember 1971  | 10. August 1973    | PPP             |
| 5    | Fazal Ilahi Chaudhry     | Fazal Ilahi Chaudhry                 | 10. August 1973    | 16. September 1978 | PPP             |
| 6    |                          | Mohammed Zia ul-Haq                  | 16. September 1978 | 17. August 1988    | Militär         |
| 7    |                          | Ghulam Ishaq Khan                    | 17. August 1988    | 18. Juli 1993      | Parteilos       |
| −    |                          | Wasim Sajjad (kommissarisch)         | 18. Juli 1993      | 14. November 1993  | PML-N           |
| 8    |                          | Farooq Ahmad Khan Leghari            | 14. November 1993  | 2. Dezember 1997   | PPP             |
| −    |                          | Wasim Sajjad (kommissarisch)         | 2. Dezember 1997   | 1. Januar 1998     | PML-N           |
| 9    |                          | Mohammed Rafiq Tarar                 | 1. Januar 1998     | 20. Juni 2001      | PML-N           |
| 10   | Pervez Musharraf         | Pervez Musharraf                     | 20. Juni 2001      | 18. August 2008    | Militär / PML-Q |
| −    | Muhammad Mian Soomro     | Muhammad Mian Soomro (kommissarisch) | 18. August 2008    | 8. September 2008  | PML-Q           |
| 11   | Asif Ali Zardari         | Asif Ali Zardari                     | 9. September 2008  | 8. September 2013  | PPP             |
| 12   | Mamnoon Hussain          | Mamnoon Hussain                      | 9. September 2013  | 9. September 2018  | PML-N           |
| 13   | Arif Alvi                | Arif Alvi                            | 9. September 2018  | 10. März 2024      | PTI             |
| (11) | Asif Ali Zardari         | Asif Ali Zardari                     | 10. März 2024      | amtierend          | PPP             |